# Berend Kordes
 (février 2023).
Pour l’article homonyme, voir Kordes.
Berend Kordes, né le 27 octobre 1762 à Lübeck et mort le 5 février 1823 à Kiel, est un bibliothécaire allemand.

## Biographie
Berend Kordes naît le 27 octobre 1762 à Lübeck.
Préparé au gymnasium de sa ville natale sous la direction du Recteur Johann Daniel Overbeck (en), il entre à l'université de Kiel en 1783 et part pour Leipzig en 1785. Il y étudie la philologie et la théologie. Après avoir obtenu le grade de maître en cette dernière ville, il obtient son habilitation à Iéna comme privatdocent en 1787. En 1789, il s'installe à Kiel, d'abord comme précepteur chez le docteur Geyser, conseiller ecclésiastique, mais il donne également des cours à l'université en tant que privatdocent. En 1792, il y devient prof. extraord. et sous-bibliothécaire. Après la mort de Wilhelm Ernst Christiani (de), il devient l'année suivante bibliothécaire de l'université et est, à partir de 1797, le seul bibliothécaire, fonction qu'il conserve jusqu'à la fin de sa vie. Il est ici parfaitement dans son élément et s'acquiert dans cette fonction une réputation et une vénération. Il répond toujours avec la plus grande efficacité aux demandes des amateurs de littérature locaux et étrangers et sait particulièrement inciter les étudiants à utiliser la bibliothèque. On connaît son dicton : « La littérature est la moitié de la connaissance ». Ses cours à l'université portent tantôt sur les anciens classiques, tantôt sur la grammaire hébraïque et l'exégèse biblique, tantôt sur la connaissance théologique des livres. Son premier ouvrage est Observationum in Jonae oracula specimen, 1788, suivi anonymement de A. Plauti comoediae duae, pour les besoins de ses cours, Ruth ex versione LXX interpretum, etc, puis M. Accius Plautus und Fr. W. Reiz, 1793, et ensuite son Lexikon der jetztlebenden Schleswig-Holstein-Eutin'schen Schriftsteller, Schlesw. 1797. On a beaucoup regretté qu'il n'ait pas commencé là où Moller, Cimbr. litt. s'est arrêté, ce qui a créé une lacune encore non comblée, car le remplissage de celle-ci par le Dr Hans Schröder est resté jusqu'ici dans le manuscrit. Il traduit du suédois Johan Hartman Eberhardt (sv), Ueber den Zustand der schönen Wissenschaften bei den Römern, 1801, avec de précieuses additions. À l'occasion de l'anniversaire de la Réforme en 1817, il livre : M. Joh. Agricola, d'Eisleben, Schriften, möglichst vollständig verzeichnet (M. Joh. Agricola, d'Eisleben, écrits, répertoriés aussi complètement que possible), 1817, un travail littéraire fastidieux. Un ouvrage similaire qu'il a l'intention d'écrire sur le réformateur Bugenhagen qui reste inachevé. On trouve une grande quantité de notes littéraires de lui dans le Leipziger Litteraturzeitung. Il meurt le 5 février 1823,.

## Postérité
Berend Korde possédait une érudition approfondie et étendue, surtout classique. Penser honnêtement, agir simplement et correctement, sans se soucier de la personne, parler de ce qu'il tenait pour vrai, sont des qualités qu'il possédait au plus haut point, ce qui ne l'empêchait pas d'en faire parfois des reproches. En tant que bibliothécaire, on dit de lui : « Il ne savait pas seulement où se trouvait chaque livre, mais aussi ce qu'il contenait ». Son legs au public a été publié par l'éditeur des rapports provinciaux du Schleswig-Holstein-Lauenburg, le pasteur Petersen de Lensahn, dans cette revue, année 1830, IV. p. 452-84, à la demande de ce dernier après sa mort. Il l'appelait sa justification.